# 業務提携
業務提携（ぎょうむていけい）とは、特定の分野に限定をして複数の企業が業務上の協力関係を持つこと。またはその契約をいう。

## 概要
技術開発・供与、生産、資材調達、物流、人材交流、販売促進など、さまざまな提携方法がある。相互の企業が経営的には独立性を保ちながら協力し合うというところを特徴とし、合併や買収といったM&Aとは一線を画する。企業の経営的独立性が保て、提携の解消が可能であるメリットがある反面、継続性の保証や金融面での支援などが期待できない。
異なる業種による製品・サービス、販売チャネルが組み合わさることによって、新たな顧客価値を生み出す現象をオープンイノベーションという。

## 種類

### 生産提携
生産、製造の一部を委託する。需要が好調な場合、自社での生産が追い付かないような状況で、委託側の企業に大きなメリットになり、受託側企業には生産量を増やせるために設備稼働率を向上させられる。他社へ委託する場合には、品質保持の観点から製造仕様書による詳細な指示や管理が必要になる。

### 販売提携
技術力や商品力はあるが販売・営業力やノウハウを持たない、あるいは弱い企業や、新開発商品、新規分野などで販売ルートを持たない企業などがすでに販売ルートや販売ノウハウを持っている企業に販売を委託する場合など。

### 技術提携
企業が共同で技術開発を行う場合と、既存の技術を供与するケースがある。技術の専門化、複合化が進むことで専門分野に特化した一企業だけでは新たな技術開発できない場合などに、複数のメーカーが相互協力することで新たな技術開発の可能性やスピード性を高める。また開発費用のリスク分散が図れる。
製造業における技術供与については、ライセンス生産も参照。

### 資本参加・資本提携を伴う場合
業務提携にとどまらず、一方の会社が株式を取得・保有するなどして、資本を拠出する資本参加や、互いに株式を保有しあう資本提携が、企業同士のより強固な関係を築く目的で行われる。
- 資本提携は、発行済み株式の3分の1を確保する拒否権確保には至らない低率の相互株式保有をいう[4]。

## 参考サイト
- 日本総研「業務提携で未来を拓く」河野 賢一
- All About「資本提携・業務提携と経営統合の違いとは」
- Vol.18 ダスキン・モスフードから資本・業務提携を学ぶ 金井高志